# Callisthene microphylla
Callisthene microphylla är en tvåhjärtbladig växtart som beskrevs av Johannes Eugen ius Bülow Warming. Callisthene microphylla ingår i släktet Callisthene och familjen Vochysiaceae. Inga underarter finns listade i Catalogue of Life.